# Église Saint-Joseph de Greenwich Village
Pour les articles homonymes, voir Église Saint-Joseph.
 (février 2025).
L'église Saint-Joseph (Church of St. Joseph in Greenwich Village) est une église catholique de New York située au 365 Avenue of the Americas (Sixth Avenue) au coin de Washington Place à Greenwich Village (Manhattan). Construite en 1833-1834, c'est l'église catholique construite en tant que telle la plus ancienne de la ville. La plus ancienne est en effet l'église de la Transfiguration à Mott Street, qui a été construite en 1815, mais elle n'est devenue église catholique qu'en 1853.

## Contexte

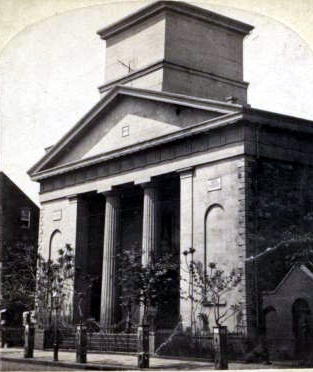
L'église Saint-Joseph vers 1860

La paroisse Saint-Joseph est fondée en 1829 par Mgr Dubois (évêque de New York émigré de France aux États-Unis après la Révolution). À cette époque, la population de New York, comptait 203 000 habitants, concentrés dans la moitié méridionale de Manhattan. Les limites de la paroisse étaient marquées par Canal Street jusqu'à la 20th Street, et de Broadway au fleuve Hudson. Les registres montrent que l'immense majorité des paroissiens étaient alors des Irlando-américains.
Saint-Joseph est historiquement la sixième paroisse de Manhattan, parmi celles qui existent encore dans l'archidiocèse de New York. La paroisse Saint-Pierre a été fondée à Barclay Street en 1785; la paroisse St. Patrick's Old Cathedral à Mulberry Street en 1809, la paroisse Saint-Jacques (St. James' Church) à Oliver Street en 1827 et l'église de la Transfiguration a été fondée comme paroisse épiscopalienne en 1827.

## Historique
La première pierre est bénie le 10 juin 1833. Les plans de l'église sont dus à John Doran dans le style néo-classique en forme de temple grec,,, mais elle a subi des transformations au cours du temps. Deux incendies, en 1855 et en 1885, lui ont causé de sérieux dommages à l'intérieur. L'intérieur a été restauré et dépouillé dans le prolongement des nouvelles normes du concile Vatican II en 1972. Une fresque représentant La Transfiguration, d'après celle de Raphaël au Vatican, a alors été découverte sous les couches de peinture et a été restaurée. Des restaurations de structure ont eu lieu en 1991 et en 1992.
La paroisse est confiée depuis 2003 à la province américaine de Saint-Joseph de l'Ordre des Dominicains qui assurait déjà leur ministère auprès du Catholic Center  de l'université de New York. Ces deux entités fusionnent en décembre 2003.

## De nos jours

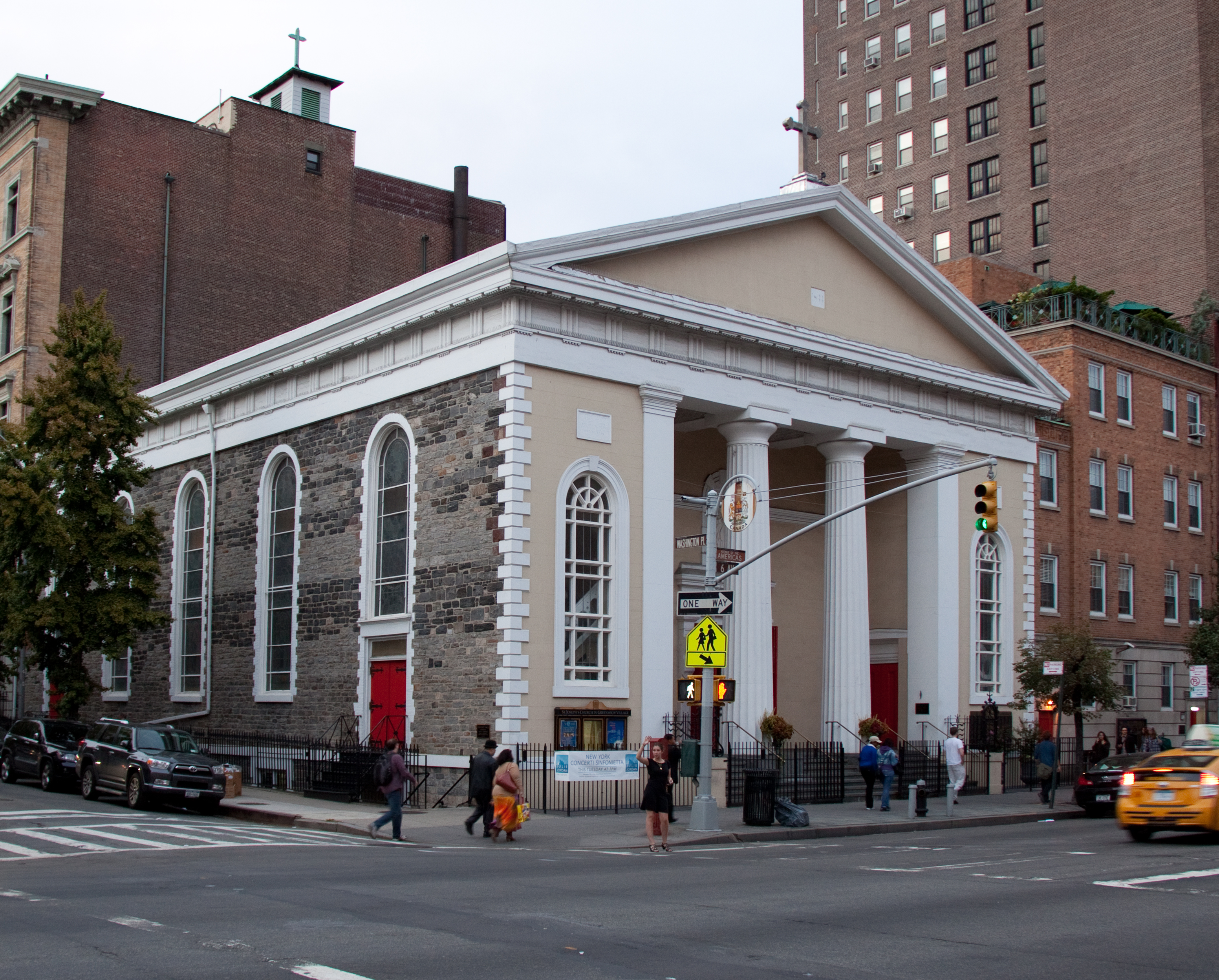
Vue d'angle

Le Centre catholique (Catholic Center) offre de nombreuses activités, conférences, cours ou assistance aux démunis. La paroisse regroupe aussi des mouvements d'étudiants en lien avec l'université de New York. Elle assure le ministère du campus universitaire et d'autres missions, comme par exemple un service de soupe populaire tous les samedis depuis les années 1980. Il y a trois messes dominicales, plus celle anticipée du samedi soir, et une messe quotidienne.